# گریفون ایرلاینز
گریفون ایرلاینز (به انگلیسی: Gryphon Airlines) یک شرکت هواپیمایی با کد یاتا Y3 است. دفتر مرکزی گریفون ایرلاینز در وین، ویرجینیا، ایالات متحده آمریکا واقع شده‌است و قطب این شرکت هواپیمایی در فرودگاه بین‌المللی کویت قرار دارد و به ۷ مقصد، پرواز مستقیم انجام می‌دهد.

## مقصدهای پروازی
مقصدهای پروازی گریفون ایرلاینز به شرح زیر است:
 افغانستان
- قندهار - میدان هوایی بین‌المللی قندهار

 بوسنی و هرزگوین
- بانیا لوکا - فرودگاه بین‌المللی بانیا لوکا - [چارتر]
- موستار - فرودگاه بین‌المللی مووستار - [چارتر]
- سارایوو - فرودگاه بین‌المللی سارایوو

 عراق
- بغداد - فرودگاه بین‌المللی بغداد
- نجف - فرودگاه بین‌المللی نجف

 کویت
- کویت - فرودگاه بین‌المللی کویت

 امارات متحده عربی
- دبی - فرودگاه بین‌المللی دوبی
- ابوظبی - فرودگاه بین‌المللی ابوظبی